# 길례르미 혼동
길례르미 몬호이 혼동(포르투갈어: Guilherme Monroe Rondon, 1982년 8월 26일 ~ )는 줄여서 길례르미 혼동(포르투갈어: Guilherme Rondon)이라고 불리는 브라질의 축구 코치이다.